# Pyrausta andrei
Pyrausta andrei là một loài bướm đêm trong họ Crambidae.